# بخش لشتر
بخش لشتر (به فرانسوی: Arrondissement de La Châtre) یک بخش در فرانسه است که در اندر واقع شده‌است.